# Tinguaro

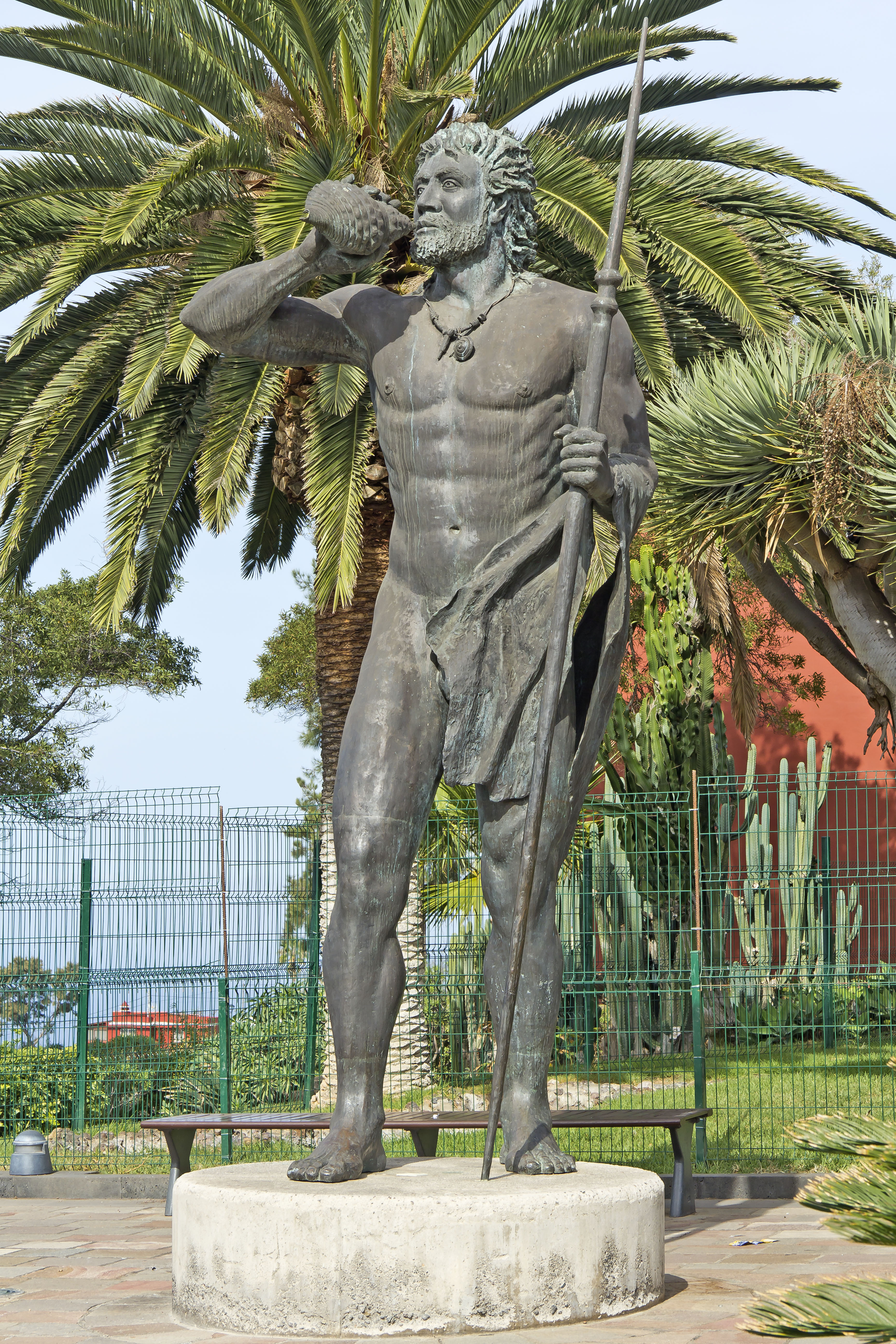
Estátua de Tinguaro em La Matanza de Acentejo.

Tinguaro, também chamado Chimenchia ou Himenechia, foi um caudillo guanche da resistência aborígine à conquista espanhola da ilha de Tenerife no final do século XV.
Ele era irmão de Bencomo, senhor de Taoro e se distinguiu nas lutas da conquista. Acima de tudo, celebra-se a sua participação na chamada "Matanza de Acentejo", onde os castelhanos são completamente derrotados pelos aborígines.